# Tomás Munilla
Pas d'image ? Cliquez ici

a Compétitions nationales et continentales officielles uniquement.

b Matchs officiels uniquement.
Dernière mise à jour le 26 octobre 2023.
Tomás Munilla Lo Duca, né le 3 août 1998, est un joueur espagnol de rugby à XV qui évolue au poste de demi de mêlée. Il est le frère de Facundo Munilla.
au sein de l'effectif du CS Bourgoin-Jallieu prêté par l'AS Béziers.

## Biographie
Tomás Munilla commence le rugby à 5 ans, suivant les traces de son père et de son frère. Il débute le rugby au sein de son club local, le Marbella RC. Il y reste jusqu'à 18 ans, âge où il part jouer en championnat d'Espagne avec le Ciencias Rugby Club. Malheureusement il ne peut empêcher la relégation du club, et rejoint à la fin de la saison le Complutense Cisneros, basé à Madrid. Entre-temps il débute sous le maillot espagnol lors de la Coupe des nations de rugby à XV 2017.
En 2018, il quitte l'Espagne pour la France, signant à l'AS Béziers en Pro D2. Après une première saisons satisfaisante, où il obtient un temps de jeu régulier en équipe première, il prolonge de deux saisons son contrat. Avec l'équipe d'Espagne, il inscrit son premier essai lors d'un test match au Chili en 2019.
En 2022, il est prêté pour une saison au CS Bourgoin-Jallieu après le départ de Maxime Sidobre en début de saison. Il s'impose comme titulaire au club, et y reste pour la saison suivante.

## Carrière

### En club
- 2016-2017 : Ciencias Rugby Club
- 2017-2018 : Complutense Cisneros
- Depuis 2018 : AS Béziers

## Statistiques

### En club
| 2016-2017 | Ciencias RC          | 16 | 40 |
| 2017-2018 | Complutense Cisneros | 18 | 33 |
| 2018-2019 | AS Béziers           | 15 | 5  |
| 2019-2020 | AS Béziers           | 22 | 10 |
| 2020-2021 | AS Béziers           | 17 | 10 |
| 2016-2021 | Total                | 88 | 98 |

### En sélection
| Année | Compétition       | Matchs | Points | Essais | Transf. | Drops | Pénal. |
| ----- | ----------------- | ------ | ------ | ------ | ------- | ----- | ------ |
| 2017  | Coupe des Nations | 2      | -      | -      | -       | -     | -      |
| 2018  | Tests matchs      | 1      | -      | -      | -       | -     | -      |
| 2019  | Tests matchs      | 2      | 5      | 1      | -       | -     | -      |
| 2020  | REC               | 2      | -      | -      | -       | -     | -      |
| 2021  | REC 2020          | 1      | -      | -      | -       | -     | -      |
| 2021  | REC 2021          | 3      | -      | -      | -       | -     | -      |
| 2022  | REC               | 4      | -      | -      | -       | -     | -      |
| 2022  | Tests matchs      | 1      | -      | -      | -       | -     | -      |
| 2023  | REC               | 1      | -      | -      | -       | -     | -      |
| Total | Total             | 17     | 5      | 1      | -       | -     | -      |

| Essai | Adversaire | Lieu                      | Compétition | Date         | Résultat | Score |
| ----- | ---------- | ------------------------- | ----------- | ------------ | -------- | ----- |
| 1     | Chili      | Estadio La Granja, Curicó | Test match  | 15 juin 2019 | Victoire | 22-29 |